# Ciudadano brasileño
Marcas del Destino (en portugués: Cidadão brasileiro) es una telenovela brasileña producida por Rede Record y transmitida entre el 13 de marzo y 20 de noviembre de 2006, con un total de 215 capítulos. Escrita por Lauro César Muniz, con la colaboración de Rosane Lima y Dora Castellar, fue dirigida por Flávio Colatrello Jr., Fábio Junqueira, João Camargo, Ivan Zettel y Henrique Martins, con la dirección general inicialmente de Colatrello y dirección de núcleo de Zettel.
Gabriel Braga Nunes, Lucélia Santos, Paloma Duarte, Tuca Andrada, Carla Regina, Floriano Peixoto, Luíza Tomé, Bruno Ferrari y Taumaturgo Ferreira son los protagonistas en una trama que, en el curso de tres fases distintas, revive un país desarrollado con anterioridad por Lauro César Muniz en dos telenovelas de su propiedad, Escalada y O Casarão: a la carrera de un hombre llamado "Antônio" de juventud a la vejez.

## Reparto
| Actor               | Personaje                              |
| ------------------- | -------------------------------------- |
| Gabriel Braga Nunes | Antonio Maciel                         |
| Lucélia Santos      | Fausta Gama / Faustina de Assis Aguiar |
| Tuca Andrada        | Homero Lopes                           |
| Paloma Duarte       | Luíza Sales Jordão                     |
| Carla Regina        | Carolina Castanho                      |
| Floriano Peixoto    | Atílio Sales Jordão                    |
| Luíza Tomé          | Teresa Castro                          |
| Leonardo Bricio     | Celso Silva Castanho                   |
| Taumaturgo Ferreira | Camilo Góis                            |
| Mônica Carvalho     | Maura Castanho                         |
| André Valli         | Gasosa                                 |
| Bárbara Bruno       | Cleonice Sales Jordão                  |
| Bruno Ferrari       | Marcelo Sales Jordão                   |
| Maytê Piragibe      | Eleni Castro                           |
| José Dumont         | Alcides Ferraz                         |
| Bemvindo Sequeira   | Alfredo Dias                           |
| Xando Graça         | Toc Toc                                |
| Kito Junqueira      | Laércio Rocha                          |
| Léa Garcia          | Dadá                                   |
| Rubens Caribé       | Emílio Castanho                        |
| Ivan de Almeida     | Tião                                   |
| Luiza Curvo         | Lívia Pereira                          |
| Suzana Alves        | Zezé Pereira                           |
| Milhem Cortaz       | Américo Pereira                        |
| Fernanda Muniz      | Laís Sales Jordão                      |
| Adriana Londoño     | Carmem                                 |
| Camila Guebur       | Cristina                               |
| Thiago Chagas       | Nilo Ramos                             |
| Vanessa Goulart     | Julieta Ramos Dias                     |
| Karina Bacchi       | Bruna Mantovani                        |
| Danni Carlos        | Renée Girard                           |
| Gilbert Stein       | Edouard Girard                         |
| Mário César Camargo | Walter                                 |
| Gustavo Rodrigues   | Daniel                                 |
| Jayme Periard       | Victor Temisoft                        |
| Blota Filho         | Dr. Cássio                             |
| Valter Santos       | Delegado Décio Leão                    |
| Etty Fraser         | Mariazinha                             |
| Sônia Guedes        | Maria                                  |
| Cecil Thiré         | Júlio Sales Jordão                     |
| Gracindo Júnior     | Nestor Castanho                        |
| Cleide Yáconis      | Joana Sales Jordão                     |